# Вислая Дубрава (Белгородская область)
Вислая Дубрава — село в Губкинском городском округе Белгородской области, центр Вислодубравской территориальной администрации.
Расположено в верховьях реки Сейм в 17 км к западу от Губкина и в 90 км к северо-востоку от Белгорода.
В 2—2,5 км к востоку и северу от села проходит железная дорога Старый Оскол — Ржава.
| 2002 | 2010 | 2011 | 2013 | 2015 | 2016 |
| ---- | ---- | ---- | ---- | ---- | ---- |
| 606  | ↘602 | ↘598 | ↗599 | ↗606 | ↘589 |

## История
Деревня основана в конце 1770-х годов. Располагалась под мысом, на вершине которого находилась дубрава, что впоследствии и дало название селу. Являлась владельческим поселением Авдотьи Головиной.
К 1929 году в селе началась коллективизация. Было создано два колхоза: колхоз «Путь Октября» и колхоз «За власть Советов».
В годы Великой Отечественной войны из села были призваны 928 человек, из них погибло 469 человек.
С июня 1942 года по 5 февраля 1943 года село было оккупировано немцами.
Летом 1943 года велось строительство железной дороги, в котором принимали участие и женщины села.